# Византизм и славянство
Византизм и славянство — главное произведение Константина Леонтьева. Впервые оно было опубликовано в третьем номере «Чтений в Императорском Обществе истории и древностей российских при Московском университете» в 1875. В следующем году вышла отдельным изданием, а затем вошла в классический сборник статей «Восток, Россия и Славянство», увидевший свет в двух томах в 1885—1886 годах.

## Содержание
«Византизм» как конкретный тип культуры («образованность», «цивилизация») противопоставляется «славизму» как аморфной абстракции. К основополагающим чертам византизма относятся самодержавие (царизм), православие (греческое христианство), коллективизм («сельский поземельный мир») и консерватизм. Помимо исторической Византии византизм на Земле воплощали «югославяне» и Россия. Романо-германский мир («европеизм») отпочковался от Византии при Карле Великом (см. Россия и Европа) и сформировал собственные ценности: рыцарство, романтизм и «готизм». Также Леонтьев называет «китаизм» и «эллинизм» (греко-римскую цивилизацию). Начала цивилизации определяются не кровью или языком, но совокупностью «религиозных, юридических, бытовых и художественных признаков». «Славизма» же просто не существует, а для расцвета России необходим византизм. Рассматривая различные славянские народы, автор находит их общность скорее с соседними народами, чем между собой. Чехи более похожи на немцев, а греки на болгар, чем чехи на болгар.
Культурная динамика состоит из трех стадий: «первичная простота», «цветущая сложность» и «смесительное упрощение». Продолжительность жизни государств оценивается в 1000-1200 лет. На основании этого вывода Леонтьев предрекает Европе скорый упадок, черты которого проступают в образах "среднего человека" и "псевдогуманной пошлости". Однако "цивилизации обыкновенно надолго переживают те государства, которые их произвели"